# Richard Clayderman
Richard Clayderman (születési nevén: Philippe Pagès) (Párizs, 1953. december 28. –) francia zongorista, aki albumain többek között Paul de Senneville és Olivier Toussaint kompozícióit, a könnyűzene hangszeres verzióit, filmzenéket, népzenét és a klasszikus zene népszerű darabjait is feldolgozza.

## Fiatalkora
Gyermekkorában a zene állandóan ott volt az otthonukban, hiszen édesapja zongoratanár volt. Állítólag 6 évesen hozzáértőbben olvasta a kottát, mint a francia olvasmányokat. 12 évesen fölvették a konzervatóriumba, ahol Mozartot, Beethovent, Schumannt, néha Debussyt vagy Ravelt kellett játszania. 16 évesen kapta az első díját. Ragyogó karriert jósoltak neki. Azonban röviddel ezután mindenki meglepetésére a kortárs zene felé fordult és néhány barátjával rock bandát alapított. Édesapját nem zavarta, hogy nem klasszikus zenét játszik, de ragaszkodott ahhoz, hogy folytassa tanulmányait a konzervatóriumban. A tehetsége nem maradt ismeretlen és hamarosan olyan ismert sztárok kísérője lett, mint: Michel Sardou, Thierry LeLuron és Johnny Hallyday.

## Ballade pour Adeline

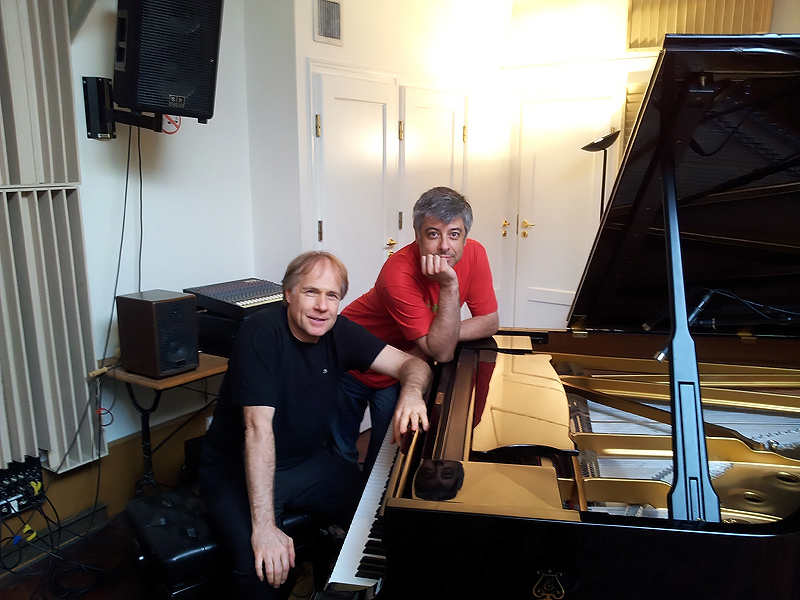
Marc Minier és Richard Clayderman

1976-ban az ismert francia producer Olivier Toussaint és Paul de Senneville zeneszerző zongoristát keresett egy romantikus zongoraballadához. Paul ezt a balladát az akkor született kislányához, "Adeline"-hez címezte. A 23 éves Philippe Pagés, akit 20 másik jelölttel együtt hallgattak meg, s mivel zongorajátékát, valamint kinézetét megfelelőnek ítélték megkapta azt a feladatot, hogy a Ballade pour Adeline című dalt eljátssza. Nevét ekkor változtatta Richard Claydermanra.

## Sikerei
Több mint 1000 dalt vett föl lemezre, s egy német újságíró szerint, vitathatatlanul többet tett a zongora népszerűsítéséért a világon, mint bárki más Beethoven óta. Richard Clayderman létrehozott egy "Új Romantikus" stílust. Világszerte hatalmas rekordot, 70 milliós eladást ért el. 267 arany és 70 platina lemezzel büszkélkedhet. Nancy Reagan, az Amerikai Egyesült Államok korábbi First Ladyje a Romantika Hercegének nevezte el, s ez a kifejezés rajta is ragadt.

## Lemezei
| A - A Comme Amour (CD) - A Dream of Love (CD) - A Little Night Music (CD) - A little Romance (CD) - All by myself (2 CD SET) comme ci comme sa the original - Always (CD) - America Latina...mon amour (CD) - Amour (CD) - Amour pour amour (CD) - Anemos (CD - Anniversary Collection (5 CD SET) - Antique Pianos (CD) - Arabesque (CD) - A Touch of Latino (CD) B - Ballade pour Adeline (LP / 33T) (WW Sales: 30 million) - Ballade pour Adeline (1985-CD) - Ballade pour Adeline and other Love Stories (CD) - Best 100 (Italy version) (2 CD) - Best 100 (Japan version) (2 CD) - Best Friend (CD) - Best of Classics (2 CD SET) - Best of Richard Clayderman (CD) - Brazilian Passion (CD) - Para Reynosa tamaulipas C - Carpenters Collection (CD) - Chansons d'Amour (2 LP SET) - Chinese Evergreen (CD) - Chinese Garden (CD) - Chinese Garden/Cherished Moments (CD + VCD) - Christmas (LP / 33T) - Christmas Album (CD) - Clair de Lune (3 CD SET) - Classic Touch (CD) - Classical Passion (CD) - Classics (CD) - Clayderman 2000 (CD) - Coeur Fragile (CD) - Collection, The (CD) - Confluence, The (CD) - Couleur Tendresse (1982,LP / 33T) D - Deluxe (2 CD SET) - Desperado (CD) - Deutsche Volkslieder (CD) - Digital Concerto (CD) - Dimanche et fêtes (CD Single) E - Ecos de sudamérica (CD) - Ein Träum von Liebe (LP / 33T) - Eléana (LP / 33T) - Eléana (CD) - Encore (CD) - En Venezuela (CD) - Essential (3 CD SET) - Essential Classics (CD) - Everybody Loves Somebody Sometime (CD) F - Fantastic Movie story of Ennio Morricone (CD) - Forever My Way (CD, 2006) - France, mon Amour (CD) - Friends France - Original (CD + VCD) - Friends France (CD + VCD) - From the Heart (LP / 33T) - From this moment on (2006/CD) G - Golden Hearts (CD) - Golden Moments (CD) - Grandes êxitos (2 CD), relesased by Warner Music Spain for Portugal in 2008. H - Hollywood and Broadway (CD) - Howards End and EastEnders theme | I - Il y a toujours du Soleil au dessus des Nuages (CD) - In amore (CD) (Originally produced (1999) (Polydor Records: 1995-1996) - In Harmony (CD) - with James Last - In the key of love (2 CD SET) - Introducing Richard Clayderman (CD) J - Japon mon Amour (CD) - Joue-moi tes rêves (CD) L - La Tendresse (CD) - Les Musiques de l'amour (LP / 33T) - Les Musiques de l'amour (CD Version) - Les Nouvelles Ballades Romantiques (CD) - Les Rendez-vous de Hasard (CD) - Les Sonates (CD) - Lettre à ma Mère (CD) - Lettre à ma Mère (LP / 33T) - Love, American Style (CD) - Love Collection (CD) - Love Follow Us (CD) - Love Follow Us 2 (CD) - Love, French Style (CD) - Love, Italian Style (CD) - Love Songs of Andrew Lloyd Webber (CD) - Love the Aboriginal's - Love the Phan-huy's(the classic collection China) - Lyphard Melodie (CD) M - Magic of Brazilian Music (CD) - Magic of Richard Clayderman (2 x LP) - Mariage D'amour - Matrimonio D'Amour - Masters of Melody (3 CD SET) - Medley Concerto (LP / 33T) - Meisterstücke (CD) - Memories (DVD / VHS) - Millennium Gold (CD) - Mexico con amor (CD) - Mother of Mine (2 x CD) - Musical Collection (Double CD) - Music of Richard Clayderman (LP / 33T) - My Australian Collection (CD) - My Bossa Nova Favourites (CD) - My Classic Collection (CD) - My favourite Oldies (2 CD SET) - My favourite Melodies (2 CD SET) - Mysterious Eternity (CD) N - New (2005) - New era (CD + VCD) - Number 1 Hits (Double CD) O - On TV (CD) - Omaggio (CD) P - Piano et orchestre (CD Version of the Debut Album) - Null Piano moods (Double CD) - Plays Abba (CD) - Premiers chagrins d'Elsa, Les (1983, LP/33T) Q - Quel gran genio del mio amico... (CD) | R - Remembering the Movies (CD) - Rendez-vous (Produced by COBA) - Rêveries (LP / 33T) - Rêveries No.2 (CD) - Richard Clayderman (1977 Debut album) (LP / 33T) - Richard Clayderman (1982) (LP / 33T) - Richard Clayderman in Concert - Japan (Video) - Richard Clayderman in Concert - England (Video) - Richard Clayderman Plays Abba, The Hits (CD) - Romance and the piano of Richard Clayderman (CD) - Romantic (CD) - Romantic America (Canadian Release) (CD) - Romantic Dreams (CD) - Romantic Nights (CD) One of a 10xCD compilation set from St Clair. - Romantique (CD) - Rondo pour un tout petit enfant (CD) S - Scandinavian Collection (CD) - Serenade de l'etoile (Coup de Coeur) (CD) - Serenaden (CD) - with James Last - Smiling Joey (CD Single) - Songs of Love (CD) - Souvenirs (CD) - Souvenirs d'Enfance (CD) - Souvenir of Love (LP / 33T) - Stage and Screen (CD) - Sweet Memories (Cassette) - Sweet Memories (LP / 33T) - Souvenirs d'Enfance (CD) T - Tango (CD) - Thailand mon Amour (CD) - The ABBA Collection (CD) - The best 100 (CD 2006) - Together (CD) - Together at Last (CD) - with James Last - Träumereien 3 (CD) - Träummelodien (CD) - with James Last - Treasury of love (CD) One of a 10xCD compilation set from St Clair. - Triste Coeur (CD) - Turquie mon amour (CD) - Two Together (CD) - Tomas Turbando Pinto (CD) U - Ultimate Collection (4xCD) V - Very best of Richard Clayderman (CD) - Very best of Richard Clayderman (DISKY) (3 x CD) - Vietnamese long song(CD) W - What a wonderful World (2 CD SET) - When a man loves a woman (CD) - When love songs were love songs (CD) - With Love (1988) (LP / 33T) - With Love (1997) (CD) - With Love (1999) (CD) - World Tour (CD) Z - Zodiacal Symphony (CD) Numbers - 25 Years of Golden Hits (2xCD) - 30 Ans - The chemin de gloire (30 years - The path of glory) (2xCD) - 50 Exitos Romanticos (3xCD) - 101 Solistes Tziganes (CD) |

## Fordítás
- Ez a szócikk részben vagy egészben  a   Richard Clayderman című angol Wikipédia-szócikk fordításán alapul.  Az eredeti cikk szerkesztőit annak laptörténete sorolja fel. Ez a jelzés csupán a megfogalmazás eredetét és a szerzői jogokat jelzi, nem szolgál a cikkben szereplő információk forrásmegjelöléseként.